# St. Marien (Schönebeck)

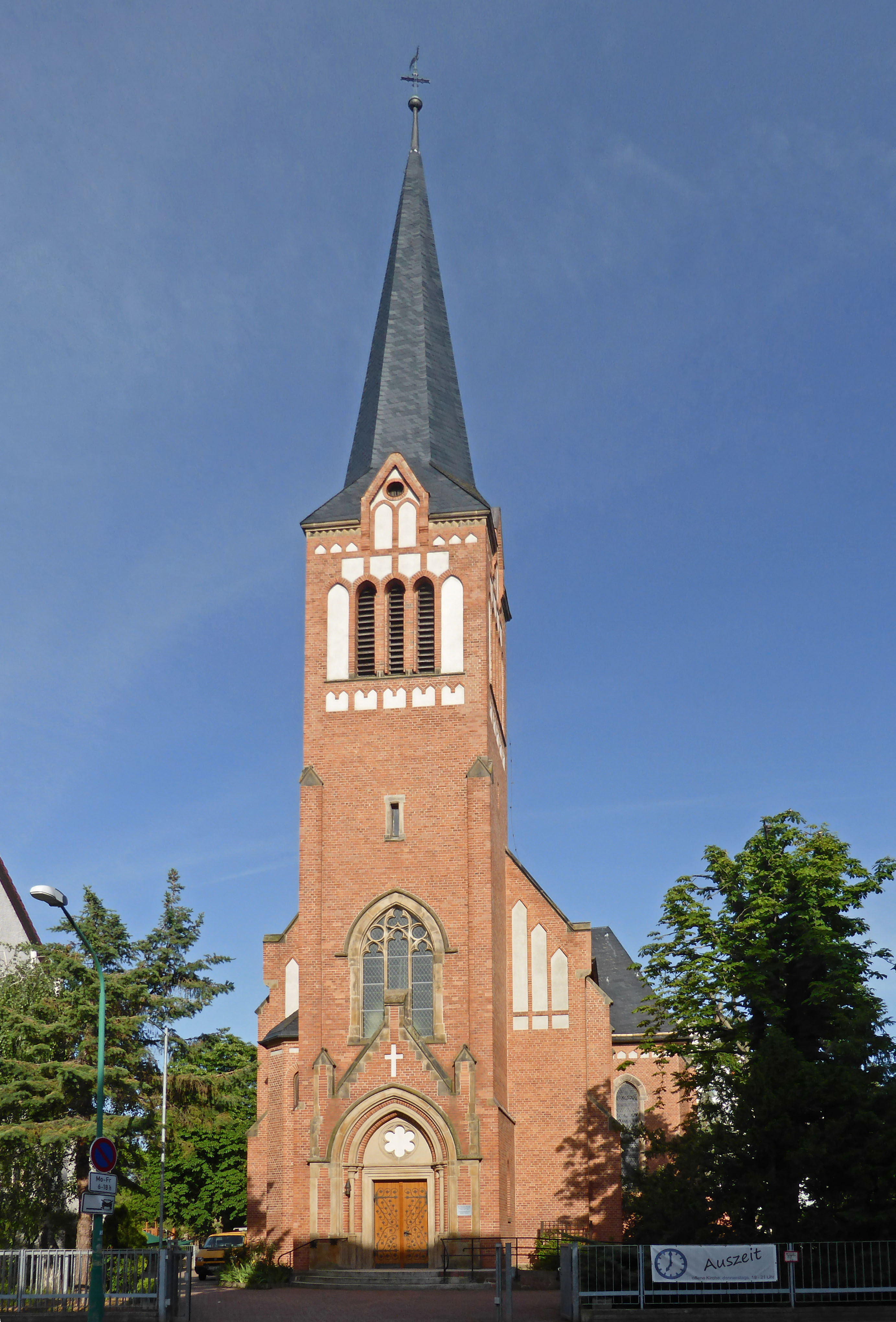
Sankt-Marien-Kirche von Westen

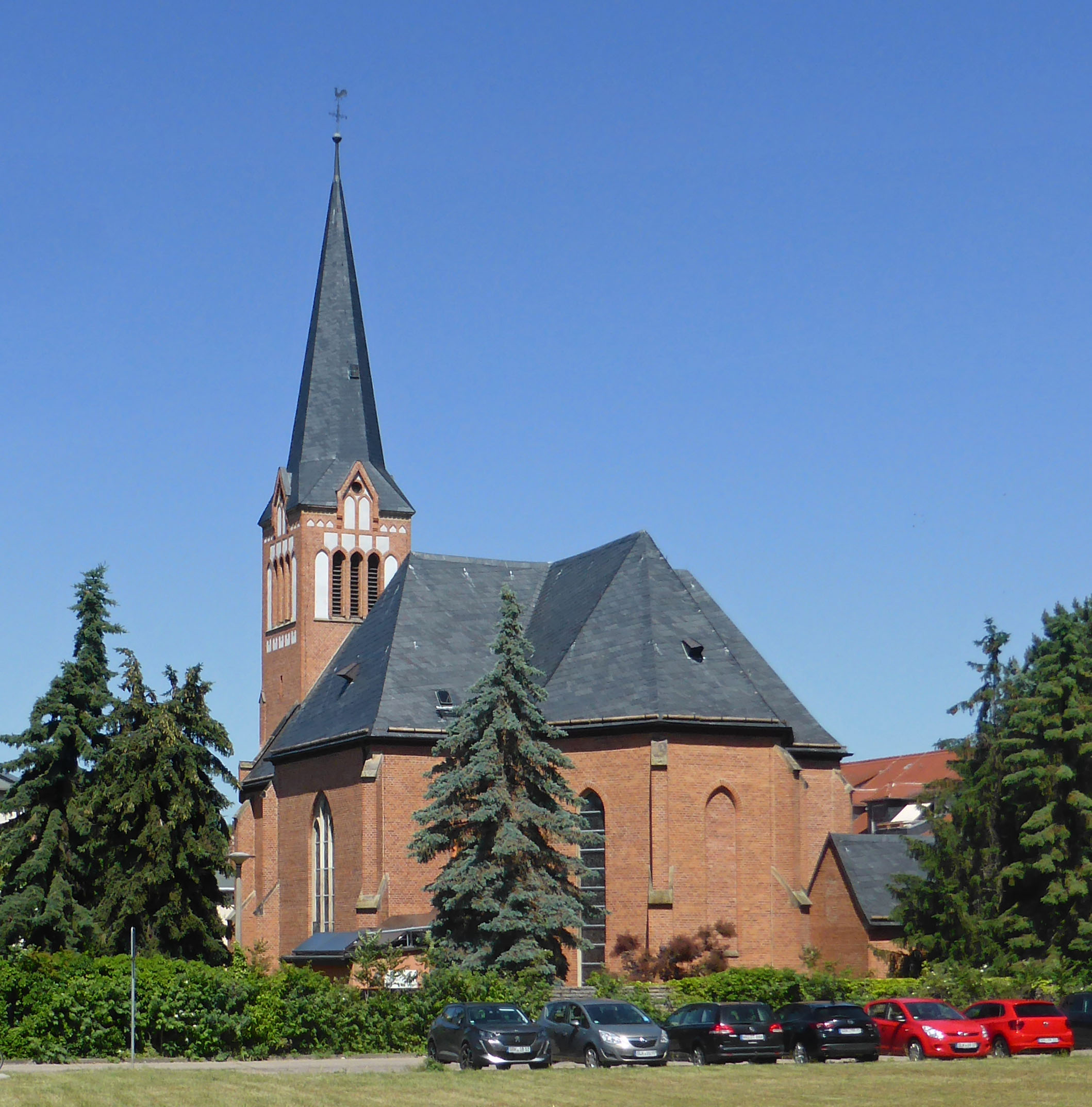
Sankt-Marien-Kirche von Südosten

St. Marien in der Friedrichstraße 87 ist die römisch-katholische Kirche in Schönebeck (Elbe), einer Stadt im Salzlandkreis in Sachsen-Anhalt. Ihre Pfarrei gehört zur Pastoralregion Salzland im Bistum Magdeburg.

## Geschichte und Architektur
Durch die 1542 in Schönebeck eingeführte Reformation wurden die Bevölkerung und die Kirchen von Schönebeck, das damals zum Archidiakonat Calbe/S. des Erzbistums Magdeburg gehörte, lutherisch.
Erst von Anfang des 19. Jahrhunderts an ließen sich wieder Katholiken in Schönebeck nieder, sie gehörten zunächst zur Kirchengemeinde Magdeburg. Ab 1808 fanden gelegentlich katholische Gottesdienste im Betsaal der Burg Schadeleben statt, an der auch die Katholiken aus Schönebeck teilnehmen konnten. In der Zeit zwischen 1859 und 1871 erfolgte die seelsorgerische Betreuung der Katholiken Schönebecks durch den Geistlichen in Calbe (Saale). 1872 wurde mit Carl Holst ein Missionsvikar als erster katholischer Priester Schönebecks seit der Reformation nach Schönebeck entsandt und eine Kirchengemeinde gegründet. Seine Sonntagsmessen fanden zunächst im Saal des Gasthauses Deutsches Haus im Breiten Weg statt. Am 1. November 1873 wurde eine durch Umbau eines Stalles eingerichtete kleine Kapelle durch Missions-Pfarrer Friedrich Sauer von der St.-Agnes-Kirche in Magdeburg eingeweiht, die bis zum 14. Juni 1908 genutzt wurde. Die Kapelle befand sich auf dem Grundstück des ehemaligen Gasthauses Zur guten Quelle, das Holst im Spätsommer 1873 angekauft hatte. Bereits am 10. Februar 1877 verstarb Vikar Holst während einer Typhusepidemie, seine Grabstelle befindet sich heute hinter der Marienkirche. Von 1877 bis 1892 konnte wegen des Kulturkampfes die Stelle nicht neu besetzt werden, so dass die Schönebecker Gemeinde wieder als Filiale Calbes geführt wurde.
1873 hatten Salzkottener Franziskanerinnen eine Schwesternstation samt Kinderheim und Kommunikantenanstalt eröffnet. Ab 1939 diente die Anlage als Säuglingsheim. Auf dem Gelände bestand zunächst eine kleine Notkirche. 
Von 1906 bis 1908 wurde nach Plänen des Baurats und Königlichen Kreisbauinspektors Körner die heutige Marienkirche als Backsteinbau  errichtet. Der Bau erfolgte in neogotischem Stil auf kreuzförmigem Grundriss und bekam das Patrozinium St. Marien. Am 28. April 1907 erfolgte die Grundsteinlegung der Kirche durch Propst Franz Schauerte, er vollzog auch am 14. Juni 1908 die Benediktion der Kirche. Die bischöfliche Konsekration folgte am 22. Juni 1912 durch den Paderborner Bischof Karl Joseph Schulte, zu dessen Bistum Schönebeck damals gehörte. 1912 wurde auch die Pfarrvikarie Schönebeck errichtet, die am 1. Juni 1939 zur Pfarrei erhoben wurde.
In den Jahren 1961/1962 wurde die Kirche renoviert. 1980 wurde eine Fußbodenheizung verlegt, wobei Altar und Chor ihre heutige Gestaltung erhielten. 
Der Innenraum und die farbige Verglasung der Fenster wurden von Christof Grüger gestaltet. Die 1960 bis 1961 entstandenen farbigen Glasgestaltungen im Kirchenschiff tragen den Namen Bausteine der Schöpfung, die im Chor Lobgesang der Schöpfung. Auf dem linken Chorfenster vernunftlose Schöpfung wird eine evolutive Entwicklung dargestellt. Von unten nach oben sind Kristalle und Atome, Pflanzen und Tiere dargestellt. Im rechten Fenster vernunftbegabte Schöpfung werden Menschen, Heilige und Engel abgebildet. 
Im Chor stellt die 1962 entstandene Kupferplastik Der große Wiederkehrende den segnenden Christus dar. 1971/72 wurde die Kirche um ein von Grüger als Meditationsbild geschaffenes Marienmosaik ergänzt, in welchem Maria als Gefäß des Heiligen Geistes dargestellt wird. Abgebildete Tierkreiszeichen weisen auf den 25. Dezember hin und sollen Christus als Erfüllung aller Religionen zeigen. 
Der Magdeburger Bildhauer Detlef Rossdeutscher schuf den Altar und das Lesepult. Im Altar befindet sich ein Weinreben-Relief, mit dem auf eine Äußerung Jesu im Johannesevangelium „Ich bin der Weinstock, ihr seid die Reben. Wer in mir bleibt und in wem ich bleibe, der bringt reiche Frucht.“ Bezug genommen wird. Das Lesepult stellt einen modernen Menschen dar, hilfesuchend am Boden liegend. Seine Hand berührt das vom Pult verkündete Wort Gottes.
1980 erwarb die Gemeinde eine aus der ersten Hälfte des 15. Jahrhunderts stammende Muttergottesfigur.
Aus dem Jahr 1983 stammen vom Magdeburger Künstler B. Johansen gestaltete Bilder, die den Kreuzweg Jesu darstellen. Im Bild sind auch stilisierte Träger von Gasmasken und Stahlhelmen als Hinweis auf die Gefahren der modernen Zeit zu sehen.
Im rechten Seitenschiff befindet sich die im November 1986 eingeweihte Orgel. Sie wurde von der Orgelbaufirma Wolfgang Nußbücker aus Plau gefertigt, ist zweimanualig und verfügt über 27 Register und vier Transmissionen.
Vom 1. Mai 2006 an bildete die Mariengemeinde mit der Sankt-Norbert-Gemeinde in Calbe einen Gemeindeverbund. Zu diesem Zeitpunkt gehörten zur Kirchengemeinde Schönebeck rund 1.700 Katholiken. Schließlich erfolgte am 28. November 2010 daraus die Gründung der heutigen Pfarrei St. Marien und St. Norbert mit Sitz in Schönebeck. Zur Pfarrei gehört auch Biere, wo in der evangelischen St.-Andreas-Kirche seitens der Pfarrei St. Marien und St. Norbert regelmäßig katholischer Gottesdienst gehalten wird. Ebenfalls zur Pfarrei gehören Barby, Großmühlingen und Groß Rosenburg, wo in den 1950er Jahren katholische Kapellen eingerichtet wurden, die inzwischen wieder profaniert worden sind.
Ab Juni 2009 erfolgten wiederum Arbeiten am Fußboden und der Fußbodenheizung der Kirche. Auch die Elektrik und die Beleuchtung wurden erneuert. Die Wände erhielten einen hellen Anstrich, die Fenster wurden aufgearbeitet, der Altar in Teilen neu gestaltet. Zum 1. Advent 2009 waren die Arbeiten im Wesentlichen abgeschlossen. In den letzten Jahren vor der Auflösung der Dekanatsstrukturen im Bistum Magdeburg am 1. September 2023 gehörte Schönebeck zum Dekanat Egeln.